# *repeat repeat
*repeat repeat es una banda de indie rock con sede en East Nashville, Tennessee, que fue fundada en 2013 por Jared Corder y Kristyn Corder tras encontrarse estos tras años sin verse.
La banda celebró el lanzamiento de su álbum inicial, Bad Latitude, realizando su primer show local en The Mercy Lounge en Nashville, abriendo para el pionero del surf rock Dick Dale, el cual les agradeció la noche y recomendó la banda encarecidamente .
La banda fue incluida en las mejores bandas de surf rock de AP.net de 2019 y apareció en NPR Radio con una sesión en vivo con la cual asentaron su fama como una buena banda en directo.

## Miembros
Los miembros de *repeat repeat son los miembros fundadores Jared Corder ( Voz / Guitarra ) y Kristyn Corder (Voz/Bajo/ Teclados ), con una banda en vivo de Neal Klein (Guitarra/ Bajo ), Dave Dreas (Guitarra/Bajo), Xander Naddra (Guitarra) y Andrew Kahl ( Batería / Percusión ).

## Bad Latitude(2014)
Bad Latitude fue el primer álbum lanzado por *repeat repeat. Fue producido por Gregory Lattimer y grabado en un sótano en Nashville en cuatro días.

## Floral Canyon (2017)
Floral Canyon de repeat repeat fue producido por Gregory Lattimer y lanzado por Dangerbird Records . Su segundo sencillo, "Girlfriend", que fue una canción que Jared escribió para Kristyn con la esperanza de comenzar una relación romántica, entroó en Soundcheck: 21 Best Music Realeases Of The Week hecho por Nylon  y 5 canciones que necesitas escuchar esta semana por Time  y fue presentado por Alternative Press . A partir de ahí, tocaron en el Festival de Música de Bonnaroo en 2018, donde fueron reconocidos como los rockeros más entusiastas por la revista Rolling Stone .  

## Glazed(2019)
El lanzamiento de su álbum Glazed a través de Dangerbird Records fue producido por Patrick Carney de The Black Keys y grabado en Audio Eagle Records . El sencillo "Hi, I'm Waiting" con video musical se estrenó a través de Billboard  y se ubicó en el Top 10 de bandas modernas que mantienen al surf rock vivo y bien en 2019 por Alternative Press (AP) . También apareció en Guitar World .

## Everyone Stop (2022)
Su cuarto LP fue lanzado el 25 de noviembre de 2022. Es una colección de 27 canciones, 22 de las cuales se lanzaron como sencillos en los dos años anteriores. Fue grabado y producido en el propio estudio de la banda, Polychrome Ranch, ubicado cerca de Nashville . Fue lanzado en 2 formatos: como un álbum tradicional y una "Versión experiencial", una sola pista que contiene las 27 canciones destinadas a ser "escuchadas en su totalidad de una sola vez
La banda ha realizado giras y ha sido telonera de The Black Keys y Modest Mouse en su gira "Let's Rock" en 2019, donde actuaron en el Bridgestone Arena en su ciudad natal. También han tocado en otros eventos como Forecastle, Shaky Knees, Bonnaroo,  Firefly, y Nashville's Live on the Green .

## Discografía

### Álbumes
- 2014 - Bad Latitude[22] Producida por Gregory Lattimer
- 2017 – Floral Canyon [23] Producida por Gregory Lattimer
- 2019 - Glazed  Producida por Patrick Carney de The Black Keys, con Michelle Branch en 'Woke With You'
- 2022 – Everyone Stop con una versión experimental alternativa[24]

### EP
- 2021 – Live From Home [25]
- 2021 - Song(s) For A Nice Drive [26]

## Videografía
- 12345678[27] (2013)
- Chemical Reaction[28] (2014)
- Plugged In[29] (2016)
- Girlfriend[30] (2017)
- Hi, I'm Waiting[31] (2019)
- For Leaving You / Go Now[32] (2021)
- Dearly Departed[33] (2021)
- Teeth Grinder[34] (2021)
- Trippin' (I Know I Will)[35] (2021)
- Song For A Nice Drive[36] (2021)
- Arrangements[37] (2022)
- Soft[38] (2022)